# Serie A1 1999-2000 (pallamano maschile)
La Serie A1 1999-2000 è stata la 31ª edizione del massimo campionato nazionale italiano di pallamano maschile.

Esso venne organizzato dalla Federazione Italiana Giuoco Handball.

La competizione è iniziata il 25 settembre 1999 e si è conclusa il 27 maggio 2000.

Il torneo fu vinto dalla Pallamano Trieste per la 15ª volta nella sua storia.

A retrocedere in serie A2 furono la Polisportiva Junior Fasano e la Pallamano Città Sant'Angelo.

## Formula del torneo

### Stagione regolare
Il campionato si svolse tra 14 squadre che si affrontarono in una fase iniziale con la formula del girone unico all'italiana con partite di andata e ritorno.

Per ogni incontro i punti assegnati in classifica sono così determinati:
- tre punti per la squadra che vinca l'incontro;
- un punto per il pareggio;
- zero punti per la squadra che perda l'incontro.

### Play off scudetto
Le squadre classificate dal 1º al 6º posto in serie A1 e al 1º posto nei due gironi della serie A2 alla fine della stagione regolare parteciparono ai play off scudetto che si disputarono con la formula ad eliminazione diretta dagli ottavi di finale in poi, al meglio di due gare su tre.
La squadra 1ª classificata al termine dei play off fu proclamata campione d'Italia.

### Play-out
Le squadre classificate all'11º e al 12º posto di serie A1 disputarono i play-out contro le seconde classificate dei due gironi di serie A2.

### Retrocessioni
Le squadre classificate al 13º e al 14º posto retrocedettero direttamente in serie A2.

## Squadre partecipanti
| Città                  | Club              | Palasport               | Sponsor        | Stagione 1998-1999          |
| ---------------------- | ----------------- | ----------------------- | -------------- | --------------------------- |
| Bologna                | Bologna United    | PalaSavena              |                | 7ª in Serie A1              |
| Bressanone (BZ)        | Brixen            | Palasport di Bressanone | Forst          | 3ª in Serie A1              |
| Città Sant'Angelo (PE) | Città Sant'Angelo | Pala Castagna           | Savini         | 2ª in Serie A2 - Girone A   |
| Conversano (BA)        | Conversano        | Pala San Giacomo        | Telenorba      | 8ª in Serie A1              |
| Enna                   | Haenna            | Palasport di Enna       | ACSI           | 5ª in Serie A1              |
| Fasano (BR)            | Junior Fasano     | Palestra Zizzi          | Fasanolandia   | 1ª in Serie A2 - Girone B   |
| Merano (BZ)            | Meran             | Centro Carlo Wolf       | Torggler Group | 1ª in Serie A2 - Girone A   |
| Messina                | Messina           | Palestra Montepiselli   | Marconi Dival  | 10ª in Serie A1             |
| Modena                 | Modena            | Pala Molza              |                | 6ª in Serie A1              |
| Mordano (BO)           | Mordano           | Palasport di Mordano    | Eurovo Linea   | 9ª in Serie A1              |
| Prato                  | Prato             | Pala Consiag            | Al.Pi.         | Campione d'Italia 1998-1999 |
| Rubiera (RE)           | Rubiera           | Pala Bursi              | Arag           | 4ª in Serie A1              |
| Siracusa               | Ortigia           | Pala Lo Bello           |                | 11ª in Serie A1             |
| Trieste                | Trieste           | Pala Chiarbola          | Genertel       | 2ª in Serie A1              |

## Stagione Regolare

### Risultati
| Andata  | Andata | 1ª/14ª giornata             | Ritorno | Ritorno |
|         |        |                             |         |         |
| 25 set. | 28-22  | Trieste - Messina           | 30-18   | 5 feb.  |
| 25 set. | 24-28  | Città Sant'Angelo - Mordano | 23-31   | 5 feb.  |
| 25 set. | 23-25  | Bologna - Prato             | 24-27   | 5 feb.  |
| 25 set. | 27-26  | Enna - Fasano               | 28-31   | 5 feb.  |
| 25 set. | 29-18  | Merano - Siracusa           | 23-21   | 5 feb.  |
| 25 set. | 16-17  | Modena - Bressanone         | 18-25   | 5 feb.  |
| 25 set. | 18-18  | Conversano - Rubiera        | 23-27   | 5 feb.  |

| Andata | Andata | 2ª/15ª giornata           | Ritorno | Ritorno |
|        |        |                           |         |         |
| 2 ott. | 22-25  | Messina - Enna            | 22-23   | 12 feb. |
| 2 ott. | 27-21  | Prato - Città Sant'Angelo | 26-23   | 12 feb. |
| 2 ott. | 24-27  | Mordano - Conversano      | 13-21   | 12 feb. |
| 2 ott. | 19-24  | Fasano - Modena           | 22-26   | 12 feb. |
| 2 ott. | 25-21  | Trieste - Siracusa        | 30-25   | 12 feb. |
| 2 ott. | 27-23  | Rubiera - Merano          | 26-24   | 12 feb. |
| 2 ott. | 19-18  | Bressanone - Bologna      | 17-21   | 12 feb. |

| Andata | Andata | 3ª/16ª giornata             | Ritorno | Ritorno |
|        |        |                             |         |         |
| 9 ott. | 27-25  | Enna - Trieste              | 20-33   | 19 feb. |
| 9 ott. | 27-18  | Prato - Mordano             | 33-17   | 19 feb. |
| 9 ott. | 20-22  | Modena - Messina            | 22-22   | 19 feb. |
| 9 ott. | 34-26  | Merano - Fasano             | 28-34   | 19 feb. |
| 9 ott. | 22-20  | Bologna - Siracusa          | 15-18   | 19 feb. |
| 9 ott. | 18-24  | Conversano - Bressanone     | 20-27   | 19 feb. |
| 9 ott. | 23-26  | Città Sant'Angelo - Rubiera | 19-26   | 19 feb. |

| Andata  | Andata | 4ª/17ª giornata                | Ritorno | Ritorno |
|         |        |                                |         |         |
| 16 ott. | 23-23  | Trieste - Modena               | 28-25   | 26 feb. |
| 16 ott. | 25-31  | Enna - Merano                  | 22-26   | 26 feb. |
| 16 ott. | 25-24  | Messina - Conversano           | 23-27   | 26 feb. |
| 16 ott. | 23-32  | Fasano - Bologna               | 21-30   | 26 feb. |
| 16 ott. | 30-16  | Bressanone - Città Sant'Angelo | 19-18   | 26 feb. |
| 16 ott. | 23-23  | Siracusa - Mordano             | 14-28   | 26 feb. |
| 16 ott. | 22-20  | Rubiera - Prato                | 22-22   | 26 feb. |

| Andata  | Andata | 5ª/18ª giornata            | Ritorno | Ritorno |
|         |        |                            |         |         |
| 23 ott. | 29-23  | Modena - Enna              | 18-23   | 4 mar.  |
| 23 ott. | 26-30  | Merano - Trieste           | 27-34   | 4 mar.  |
| 23 ott. | 22-19  | Bologna - Messina          | 25-27   | 4 mar.  |
| 23 ott. | 31-28  | Conversano - Siracusa      | 26-20   | 4 mar.  |
| 23 ott. | 26-19  | Città Sant'Angelo - Fasano | 23-25   | 4 mar.  |
| 23 ott. | 28-19  | Prato - Bressanone         | 24-19   | 4 mar.  |
| 23 ott. | 16-17  | Mordano - Rubiera          | 19-27   | 4 mar.  |

| Andata  | Andata | 6ª/19ª giornata             | Ritorno | Ritorno |
|         |        |                             |         |         |
| 30 ott. | 27-24  | Modena - Merano             | 28-29   | 11 mar. |
| 30 ott. | 23-23  | Trieste - Bologna           | 17-17   | 11 mar. |
| 30 ott. | 31-32  | Enna - Conversano           | 22-39   | 11 mar. |
| 30 ott. | 24-24  | Messina - Città Sant'Angelo | 20-31   | 11 mar. |
| 30 ott. | 22-23  | Fasano - Rubiera            | 20-23   | 11 mar. |
| 30 ott. | 18-31  | Siracusa - Prato            | 19-25   | 11 mar. |
| 30 ott. | 24-15  | Bressanone - Mordano        | 20-21   | 11 mar. |

| Andata | Andata | 7ª/20ª giornata              | Ritorno | Ritorno |
|        |        |                              |         |         |
| 6 nov. | 22-18  | Merano - Messina             | 27-25   | 18 mar. |
| 6 nov. | 29-27  | Bologna - Modena             | 28-20   | 18 mar. |
| 6 nov. | 21-29  | Conversano - Trieste         | 22-25   | 18 mar. |
| 6 nov. | 28-24  | Prato - Enna                 | 29-22   | 18 mar. |
| 6 nov. | 24-26  | Città Sant'Angelo - Siracusa | 25-31   | 18 mar. |
| 6 nov. | 26-21  | Mordano - Fasano             | 23-25   | 18 mar. |
| 6 nov. | 19-18  | Rubiera - Bressanone         | 17-17   | 18 mar. |

| Andata  | Andata | 8ª/21ª giornata             | Ritorno | Ritorno |
|         |        |                             |         |         |
| 13 nov. | 31-25  | Merano - Bologna            | 22-28   | 25 mar. |
| 13 nov. | 27-25  | Modena - Conversano         | 27-23   | 25 mar. |
| 13 nov. | 36-21  | Trieste - Città Sant'Angelo | 26-21   | 25 mar. |
| 13 nov. | 28-21  | Enna - Mordano              | 32-28   | 25 mar. |
| 13 nov. | 24-28  | Messina - Prato             | 19-26   | 25 mar. |
| 13 nov. | 24-24  | Fasano - Bressanone         | 22-28   | 25 mar. |
| 13 nov. | 15-21  | Siracusa - Rubiera          | 19-27   | 25 mar. |

| Andata  | Andata | 9ª/22ª giornata            | Ritorno | Ritorno |
|         |        |                            |         |         |
| 20 nov. | 28-25  | Conversano - Merano        | 26-27   | 1 apr.  |
| 20 nov. | 36-29  | Bologna - Enna             | 30-32   | 1 apr.  |
| 20 nov. | 19-22  | Città Sant'Angelo - Modena | 22-28   | 1 apr.  |
| 20 nov. | 25-21  | Mordano - Messina          | 22-25   | 1 apr.  |
| 20 nov. | 16-21  | Rubiera - Trieste          | 21-25   | 1 apr.  |
| 20 nov. | 21-17  | Bressanone - Siracusa      | 26-22   | 1 apr.  |
| 20 nov. | 38-21  | Prato - Fasano             | 24-22   | 1 apr.  |

| Andata  | Andata | 10ª/23ª giornata           | Ritorno | Ritorno |
|         |        |                            |         |         |
| 27 nov. | 27-27  | Bologna - Conversano       | 23-23   | 8 apr.  |
| 27 nov. | 19-24  | Fasano - Siracusa          | 25-32   | 8 apr.  |
| 27 nov. | 36-30  | Merano - Città Sant'Angelo | 28-33   | 8 apr.  |
| 27 nov. | 23-25  | Modena - Prato             | 26-26   | 8 apr.  |
| 27 nov. | 34-18  | Trieste - Mordano          | 25-22   | 8 apr.  |
| 27 nov. | 21-25  | Messina - Rubiera          | 24-27   | 8 apr.  |
| 27 nov. | 24-26  | Enna - Bressanone          | 21-27   | 8 apr.  |

| Andata | Andata | 11ª/24ª giornata            | Ritorno | Ritorno |  |
|        |        |                             |         |         |  |
| 4 dic. | 23-25  | Città Sant'Angelo - Bologna | 26-32   | 15 apr. |  |
| 4 dic. | 40-28  | Prato - Conversano          | 26-21   | 15 apr. |  |
| 4 dic. | 27-26  | Mordano - Merano            | 25-25   | 15 apr. |  |
| 4 dic. | 23-21  | Fasano - Messina            | 27-37   | 15 apr. |  |
| 4 dic. | 23-34  | Siracusa - Modena           | 15-21   | 15 apr. |  |
| 4 dic. | 25-22  | Rubiera - Enna              | 36-31   | 15 apr. |  |
| 4 dic. | 23-24  | Bressanone - Trieste        | 19-27   | 15 apr. |  |

| Andata | Andata | 12ª/25ª giornata         | Ritorno | Ritorno |
|        |        |                          |         |         |
| 8 dic. | 29-22  | Trieste - Prato          | 27-23   | 25 apr. |
| 8 dic. | 29-22  | Enna - Città Sant'Angelo | 33-34   | 25 apr. |
| 8 dic. | 22-26  | Modena - Rubiera         | 18-21   | 25 apr. |
| 8 dic. | 17-21  | Merano - Bressanone      | 19-23   | 25 apr. |
| 8 dic. | 30-26  | Bologna - Mordano        | 16-23   | 25 apr. |
| 8 dic. | 27-25  | Conversano - Fasano      | 25-27   | 25 apr. |
| 8 dic. | 24-23  | Messina - Siracusa       | 20-20   | 25 apr. |

| \| Andata \| Andata \| 13ª/26ª giornata \| Ritorno \| Ritorno \| \| \| \| \| \| \| \| 11 dic. \| 24-20 \| Città Sant'Angelo - Conversano \| 27-28 \| 29 apr. \| \| 11 dic. \| 36-26 \| Prato - Merano \| 21-19 \| 29 apr. \| \| 11 dic. \| 24-28 \| Mordano - Modena \| 22-32 \| 29 apr. \| \| 11 dic. \| 24-30 \| Fasano - Trieste \| 31-33 \| 29 apr. \| \| 11 dic. \| 26-24 \| Siracusa - Enna \| 23-27 \| 29 apr. \| \| 11 dic. \| 23-23 \| Rubiera - Bologna \| 27-24 \| 29 apr. \| \| 11 dic. \| 26-21 \| Bressanone - Messina \| 26-18 \| 29 apr. \| |        |                                |         |         |
| Andata | Andata | 13ª/26ª giornata               | Ritorno | Ritorno |
| |        |                                |         |         |
| 11 dic. | 24-20  | Città Sant'Angelo - Conversano | 27-28   | 29 apr. |
| 11 dic. | 36-26  | Prato - Merano                 | 21-19   | 29 apr. |
| 11 dic. | 24-28  | Mordano - Modena               | 22-32   | 29 apr. |
| 11 dic. | 24-30  | Fasano - Trieste               | 31-33   | 29 apr. |
| 11 dic. | 26-24  | Siracusa - Enna                | 23-27   | 29 apr. |
| 11 dic. | 23-23  | Rubiera - Bologna              | 27-24   | 29 apr. |
| 11 dic. | 26-21  | Bressanone - Messina           | 26-18   | 29 apr. |

### Classifica
|  | Pos. | Squadra           | Pt | G  | V  | N | S  | GF  | GS  | D    | Note                                         |
|  | ---- | ----------------- | -- | -- | -- | - | -- | --- | --- | ---- | -------------------------------------------- |
|  | 1.   | Trieste           | 69 | 26 | 22 | 3 | 1  | 717 | 578 | +139 | Qualificato alla Champions League 2000-2001  |
|  | 2.   | Prato             | 65 | 26 | 21 | 2 | 3  | 707 | 576 | +131 | Qualificato alla Coppa delle Coppe 2000-2001 |
|  | 3.   | Rubiera           | 64 | 26 | 20 | 4 | 2  | 615 | 549 | +66  | Qualificato alla EHF Cup 2000-2001           |
|  | 4.   | Brixen            | 53 | 26 | 17 | 2 | 7  | 585 | 565 | +60  | Qualificato alla Challenge Cup 2000-2001     |
|  | 5.   | Bologna United    | 41 | 26 | 12 | 5 | 9  | 648 | 615 | +33  |                                              |
|  | 6.   | Modena            | 39 | 26 | 12 | 3 | 11 | 631 | 605 | +26  |                                              |
|  | 7.   | Meran             | 34 | 26 | 11 | 1 | 14 | 674 | 684 | -10  |                                              |
|  | 8.   | Conversano        | 33 | 26 | 10 | 3 | 13 | 650 | 661 | -11  |                                              |
|  | 9.   | Haenna            | 30 | 26 | 10 | 0 | 16 | 674 | 725 | -51  |                                              |
|  | 10.  | Mordano           | 26 | 26 | 8  | 2 | 16 | 585 | 648 | -63  |                                              |
|  | 11.  | Messina           | 21 | 26 | 6  | 3 | 17 | 584 | 648 | -64  |                                              |
|  | 12.  | Ortigia           | 20 | 26 | 6  | 2 | 18 | 561 | 646 | -85  |                                              |
|  | 13.  | Junior Fasano     | 19 | 26 | 6  | 1 | 19 | 624 | 716 | -92  | Retrocesso in Serie A2 2000-2001             |
|  | 14.  | Città Sant'Angelo | 16 | 26 | 5  | 1 | 20 | 622 | 701 | -79  | Retrocesso in Serie A2 2000-2001             |

## Play off scudetto

### Tabellone principale
|  | Quarti di finale | Quarti di finale | Quarti di finale | Quarti di finale | Quarti di finale |  |  | Semifinali | Semifinali | Semifinali | Semifinali | Semifinali |    |    | Finale | Finale  | Finale  | Finale | Finale |  |
|  |                  |                  |                  |                  |                  |  |  |            |            |            |            |            |    |    |        |         |         |        |        |  |
|  | 1                | Trieste          | Trieste          | 28               | 27               |  |  |            |            |            |            |            |    |    |        |         |         |        |        |  |
|  | 1A2A             | Tassina Rovigo   | Tassina Rovigo   | 16               | 19               |  |  | 1          | Trieste    | Trieste    | 26         | 29         |    |    |        |         |         |        |        |  |
|  | 4                | Brixen           | Brixen           | 21               | 21               |  |  | 4          | Brixen     | Brixen     | 19         | 20         |    |    |        |         |         |        |        |  |
|  | 5                | Bologna United   | Bologna United   | 24               | 15               |  |  |            |            |            |            |            |    |    | 1      | Trieste | Trieste | 27     | 23     |  |
|  | 2                | Prato            | Prato            | 25               | 24               |  |  |            |            | 2          | Prato      | Prato      | 22 | 17 |        |         |         |        |        |  |
|  | 1A2B             | Mazara           | Mazara           | 22               | 23               |  |  | 2          | Prato      | 20         | 17         | 25         |    |    |        |         |         |        |        |  |
|  | 3                | Rubiera          | Rubiera          | 23               | 21               |  |  | 3          | Rubiera    | 17         | 19         | 24         |    |    |        |         |         |        |        |  |
|  | 6                | Modena           | Modena           | 23               | 21               |  |  |            |            |            |            |            |    |    |        |         |         |        |        |  |

### Risultati

#### Quarti di finale
| Squadra 1      | Squadra 2 | Andata                 | Ritorno                   | Totale  |
| -------------- | --------- | ---------------------- | ------------------------- | ------- |
| Tassina Rovigo | Trieste   | Rovigo, 3 maggio 2000  | Trieste, 6 maggio 2000    | 35 - 55 |
| Tassina Rovigo | Trieste   | 16 - 28                | 19 - 27                   | 35 - 55 |
| Bologna United | Brixen    | Bologna, 3 maggio 2000 | Bressanone, 6 maggio 2000 | 39 - 42 |
| Bologna United | Brixen    | 24 - 21                | 15 - 21                   | 39 - 42 |
| Modena         | Rubiera   | Modena, 3 maggio 2000  | Rubiera, 6 maggio 2000    | 44 - 44 |
| Modena         | Rubiera   | 23 - 23                | 21 - 21                   | 44 - 44 |
| Mazara         | Prato     | Mazara, 3 maggio 2000  | Prato, 6 maggio 2000      | 45 - 49 |
| Mazara         | Prato     | 22 - 25                | 23 - 24                   | 45 - 49 |

#### Semifinali
| Squadra 1 | Squadra 2 | Gara 1                  | Gara 2                     | Gara 3                |
| --------- | --------- | ----------------------- | -------------------------- | --------------------- |
| Trieste   | Brixen    | Trieste, 10 maggio 2000 | Bressanone, 13 maggio 2000 |                       |
| Trieste   | Brixen    | 26 - 19                 | 29 - 20                    |                       |
| Prato     | Rubiera   | Prato, 10 maggio 2000   | Rubiera, 13 maggio 2000    | Prato, 16 maggio 2000 |
| Prato     | Rubiera   | 20 - 17                 | 17 - 19                    | 25 - 24               |

#### Finale Scudetto
| Squadra 1 | Squadra 2 | Gara 1                  | Gara 2                | Gara 3 |
| --------- | --------- | ----------------------- | --------------------- | ------ |
| Trieste   | Prato     | Trieste, 20 maggio 2000 | Prato, 27 maggio 2000 |        |
| Trieste   | Prato     | 28 - 22                 | 23 - 17               |        |

#### Finale 3º/4º posto
| Squadra 1 | Squadra 2 | Andata                     | Ritorno                 | Totale  |
| --------- | --------- | -------------------------- | ----------------------- | ------- |
| Brixen    | Rubiera   | Bressanone, 20 maggio 2000 | Rubiera, 25 maggio 2000 | 41 - 45 |
| Brixen    | Rubiera   | 19 - 21                    | 22 - 24                 | 41 - 45 |

## Play-out
| Squadra 1 | Squadra 2 | Andata                  | Ritorno                  | Totale  |
| --------- | --------- | ----------------------- | ------------------------ | ------- |
| Bozen     | Ortigia   | Bolzano, 13 maggio 2000 | Siracusa, 20 maggio 2000 | 48 - 49 |
| Bozen     | Ortigia   | 25 - 25                 | 23 - 24                  | 48 - 49 |
| Messina   | Rosolini  | Messina, 13 maggio 2000 | Rosolini, 20 maggio 2000 | 48 - 46 |
| Messina   | Rosolini  | 25 - 20                 | 23 - 26                  | 48 - 46 |

## Campioni
| Campione d'Italia 1999-2000  |
| ---------------------------- |
| Pallamano Trieste 15º titolo |

### Giocatori
| N° | Naz.               | Ruolo | Sportivo               | Anno | Alt. | Peso |
| -- | ------------------ | ----- | ---------------------- | ---- | ---- | ---- |
|    | Italia (bandiera)  | P     | Pier Luigi Di Marcello |      |      |      |
|    | Italia (bandiera)  | P     | Ivan Mestriner         |      |      |      |
|    | Svezia (bandiera)  | A     | Ian Andersson          |      |      |      |
|    | Italia (bandiera)  | A     | Marco Lo Duca          |      |      |      |
|    | Italia (bandiera)  | A     | Alessandro Fusina      |      |      |      |
|    | Italia (bandiera)  | T     | Michele Guerrazzi      |      |      |      |
|    | Georgia (bandiera) | T     | Tite Kalandadze        |      |      |      |
|    | Italia (bandiera)  | T     | Marcelo Schmidt Ricci  |      |      |      |
|    | Italia (bandiera)  | C     | Giorgio Oveglia        |      |      |      |
|    | Italia (bandiera)  | C     | Alessandro Tarafino    |      |      |      |
|    | Croazia (bandiera) | PV    | Nino Velenik           |      |      |      |
|    | Italia (bandiera)  | PV    | Antonio Pastorelli     |      |      |      |

### Staff
- 1º Allenatore:  Tone Tiselj
- 2º Allenatore:

## Classifica marcatori
Di seguito viene riportata la classifica dei primi 3 miglior realizzatori del torneo.
| Pos. | Nazione              | Nome            | Club                       | Reti |
| ---- | -------------------- | --------------- | -------------------------- | ---- |
| 1    | Rep. Ceca (bandiera) | Jan Filip       | Handball Club Conversano   | 185  |
| 2    | Romania (bandiera)   | Petru Pop       | Polisportiva Junior Fasano | 182  |
| 3    | Russia (bandiera)    | Andrey Bogdanov | Sportclub Meran Handball   | 179  |